# Daphnée Duplaix
Daphnée Lynn Duplaix (parfois appelée Daphnee Duplaix), née le 18 août 1976 à Manhattan, New York, est une actrice américaine, s'étant fait connaître à ses débuts comme Playmate .

## Biographie
Elle est née en 1976 née le 18 août 1976 à Manhattan, New York, au sein d'une famille d'origine haïtienne. Après être apparue dans le magazine Playboy en tant que Playmate du mois de juillet 1997, elle tourne dans plusieurs vidéos Playboy. Sa photo Playmate a été prise par Richard Fegley. À la suite de quoi, elle est retenue également dans la distribution de films, de feuilleton télévisé, de séries et de sitcoms. En janvier 2009, Duplaix anime le jeu télévisé Show Us Your Wits de Playboy.

## Filmographie
joue notamment dans Striptease en 1996, dans The Blackout en 1997, dans Une fille qui a du chien en 1999, dans The Fighting Temptations en 2003, dans Heart of the Beholder en 2005, ainsi que dans des séries télévisées et sitcoms comme Les Frères Wayans en 1995, Rude Awakening, etc.
Elle joue aussi le rôle de Rachel Gannon dans On ne vit qu'une fois,.
En 2024, elle obtient le rôle de Nicole Dupree Richardson dans le nouveau soap opera de CBS, Beyond the Gates